# Helicobasidium
Helicobasidium Pat. (skrętniczka) – rodzaj grzybów z rodziny Helicobasidiaceae. W Polsce występuje jeden gatunek.

## Charakterystyka
Grzyby saprotroficzne lub groźne pasożyty roślin, również roślin uprawnych. Wytwarzają włókniste lub woskowate bazydiokarpy w postaci powłoczki.

## Systematyka i nazewnictwo
Pozycja w klasyfikacji według Index Fungorum: Helicobasidiaceae, Helicobasidiales, Incertae sedis, Pucciniomycetes, Pucciniomycotina, Basidiomycota, Fungi.
Synonimy naukowe: Helicobasis Clem. & Shear, Stypinella J. Schröt.
Polską nazwę nadał Władysław Wojewoda w 1977 r.
Niektóre gatunki:
- Helicobasidium anomalum L.S. Olive 1958
- Helicobasidium candidum G.W. Martin 1940
- Helicobasidium corticioides Bandoni 1956
- Helicobasidium holospirum Bourdot 1922
- Helicobasidium hypochnoides (Höhn.) Sacc. & Trotter 1912
- Helicobasidium inconspicuum Höhn. 1908
- Helicobasidium incrustans Racib. 1909
- Helicobasidium killermannii (Bres.) Bourdot & Galzin 1928
- Helicobasidium longisporum Wakef. 1917
- Helicobasidium mompa Nobuj. Tanaka 1891
- Helicobasidium peckii Burt 1921
- Helicobasidium purpureum (Tul.) Pat. 1885 – skrętniczka purpurowa

Nazwy naukowe na podstawie Index Fungorum. Nazwy polskie według Władysława Wojewody.